# Vencedores do Prêmio Brasil Olímpico de 2002
O Prêmio Brasil Olímpico de 2002 foi a quarta edição da premiação dada pelo Comitê Olímpico Brasileiro aos melhores atletas do ano. Foram entregues prêmios aos melhores atletas de 45 modalidades, além do prêmio de Melhor Atleta do Ano para um homem e uma mulher, do Troféu Adhemar Ferreira da Silva, entregue a um ex-atleta e do prêmio de Melhor Técnico do Ano, entregue pela primeira vez nesta edição.

## Vencedores por modalidade
| - Atletismo: Maurren Maggi - Badminton: Patrícia Oelke - Basquete: Janeth Arcain - Beisebol: Jô Matumoto - Bobsled: Cristiano Paes, Edson Bindillatti, Eric Maleson e Matheus Inocêncio - Boliche: Márcio Antônio Vieira - Boxe: Joílson Gomes dos Santos - Canoagem Slalom: Cássio Petry - Canoagem Velocidade: Sebástian Cuatrin - Ciclismo Estrada: Murilo Fischer - Ciclismo Mountain Bike: Jaqueline Mourão - Ciclismo Pista: Hernandes Quadri Jr. - Esgrima: Renzo Agresta - Esqui e Snowboard: Felipe Motta - Futebol: Ronaldo Nazário - Futsal: Lavoisier Freire - Ginástica Artística: Daniele Hypólito - Ginástica Rítmica Desportiva: Larissa Barata - Golfe: Maria Priscila Iida - Handebol: Sandra Silva Oliveira - Hipismo Adestramento: Isabela Renault Travassos - Hipismo CCE: Vicente Araújo Neto | - Hipismo Saltos: Karina Johannpeter - Judô: Sebastian Pereira - Karatê: Cíntia Lassalvia - Levantamento de Peso: Wellington Dias Mendes - Lutas: Antoine Jaoude - Natação: Eduardo Fischer - Natação Sicronizada: Carolina de Moraes - Patinação Artística: Mayra Mazieiro Ramos - Pentatlo Moderno: Roberta Doernte Sant'Anna - Pólo Aquático: André Cordeiro - Remo: Fabiana Beltrame - Saltos Ornamentais: César Castro - Softbol: Lívia Ayumi Nakayama - Taekwondo: Natália Falavigna - Tênis: André Sá - Tênis de Mesa: Thiago Monteiro - Tiro com Arco: Leonardo Lacerda de Carvalho - Tiro Esportivo: Paulo Anísio de Santana Lyrio - Trampolim Acrobático: Anna Carolina Milazzo - Triatlo: Sandra Soldan - Vela: Robert Scheidt - Vôlei: Nalbert Bitencourt - Vôlei de Praia: Adriana Behar |

## Melhores atletas do ano
- Masculino: Nalbert Bitencourt
- Feminino: Daniele Hypólito

## Troféu Adhemar Ferreira da Silva
- João Gonçalves Filho (pólo aquático)

## Melhor atleta paraolímpico
- André Luiz Garcia

## Melhor técnico
- Bernardo Rocha de Rezende